# Marciniak
Marciniak (forma żeńska: Marciniak, Marciniakowa, liczba mnoga: Marciniakowie) – polskie nazwisko powstałe w XVIII wieku od imienia Marcin i prawdopodobnie oznaczające jego syna. Na dzień 17.01.2015 r. nazwiskiem tym w Polsce posługiwały się 48 834 osoby.
Forma nazwiska Marciniak charakterystyczna jest dla zachodniej Polski. Odmianą tego nazwiska używaną na wschodnich terenach Polski jest nazwisko Marciniuk.

## Znani ludzie o nazwisku Marciniak
- Adam Marciniak (ur. 1988) – polski piłkarz
- Adrian Marciniak (ur. 1980) – polski piłkarz ręczny
- Andrzej Marciniak (strona ujednoznaczniająca)
- Anna Marciniak (strona ujednoznaczniająca)
- Arkadiusz Marciniak (ur. 1964) – polski archeolog, profesor nauk historycznych
- Artur Marciniak (ur. 1987) – polski piłkarz
- Bożena Storożyńska z domu Marciniak (ur. 1951) – polska koszykarka
- Bronisław Marciniak (ur. 1950) – polski chemik, profesor zwyczajny, rektor Uniwersytetu im. Adama Mickiewicza w Poznaniu
- Cezary Marciniak (ur. 1993) – polski piłkarz ręczny
- Danuta Marciniak-Neider (ur. 1947) – polska ekonomistka, wykładowczyni
- Daria Marciniak (ur. 1994) – polska koszykarka
- Dariusz Marciniak (1966–2003) – polski piłkarz, reprezentant Polski, trener
- Elżbieta Marciniak (ur. 1943) – polska piosenkarka
- Ewa Marciniak (ur. 1959) – polska politolożka, doktor habilitowana nauk społecznych
- Ewelina Marciniak (strona ujednoznaczniająca)
- Feliks Marciniak (1916–1989) – polski rolnik i polityk, poseł na Sejm Polskiej Rzeczypospolitej Ludowej V kadencji
- Florian Marciniak (1915–1944) – pierwszy naczelnik Szarych Szeregów
- Grzegorz Marciniak (ur. 1953) – polski polityk, lekarz
- Henryk Tymoteusz Marciniak (1947–2018) – duchowny polskokatolicki
- Jacek Marciniak (ur. 1976) – polski brydżysta
- Janusz Marciniak (1916–1944) – polski żołnierz, lotnik
- Joanna Marciniak – polska organistka
- Katarzyna Marciniak (ur. 1978) – polska filolog, profesor nauk humanistycznych
- Katarzyna Marciniak – polska etnolożka, dr hab. nauk humanistycznych
- Konrad Marciniak (ur. 1982) – polski prawnik, urzędnik, sędzia Międzynarodowego Trybunału Prawa Morza
- Maciej Marciniak (ur. 1991) – polski piłkarz, piłkarz plażowy
- Małgorzata Sobieszczak-Marciniak (ur. 1965) – polska kustoszka
- Marek Marciniak (strona ujednoznaczniająca)
- Marzena Marciniak (ur. 1991) – polska koszykarka
- Marian Marciniak (1898–1942) – polski działacz podziemia niepodległościowego
- Michał Marciniak (ur. 1979) – polski koszykarz
- Mieczysław Marciniak (1947–2009) – polski dziennikarz
- Patrycja Marciniak (ur. 1987) – polska lekkoatletka
- Paula Marciniak (ur. 1988) – polska aktorka, modelka, prezenterka telewizyjna, piosenkarka
- Piotr Marciniak (strona ujednoznaczniająca)
- Przemysław Marciniak (ur. 1976) – polski filolog klasyczny, bizantynista
- Stanisław Marciniak (strona ujednoznaczniająca)
- Stanisława Marciniak-Gowarzewska (1931–2006) – polska śpiewaczka operowa, pedagożka
- Sylwester Marciniak (ur. 1957) – polski prawnik, sędzia, przewodniczący Państwowej Komisji Wyborczej
- Szymon Marciniak (ur. 1981) – polski sędzia piłkarski
- Szymon Marciniak (ur. 1987) – polski pilot rajdowy
- Tadeusz Marciniak (1895–1966) – polski lekarz, anatom, profesor nauk medycznych
- Teresa Lewicka z domu Marciniak (ur. 1957) – polska lekkoatletka
- Tomasz Marciniak (1966–2015) – polski socjolog, doktor nauk społecznych, konsultant Amnesty International
- Urszula Marciniak (1977–2016) – polska matematyczka
- Włodzimierz Marciniak (ur. 1937) – polski robotnik, uczestnik wydarzeń poznańskiego czerwca w 1956
- Włodzimierz Marciniak (ur. 1954) – polski politolog, rosjoznawca
- Zbigniew Marciniak (ur. 1952) – polski matematyk
- Zdzisław Marciniak (1918–2020) – polski technolog i konstruktor, profesor nauk technicznych
- Zygmunt Marciniak (1939–1997) – polski piłkarz